# Jürgen Hehn
Hans-Jürgen Hehn (ur. 1 października 1944 w Lauda-Königshofen) – niemiecki szpadzista reprezentujący RFN, dwukrotny medalista olimpijski i trzykrotny medalista mistrzostw świata.
Na igrzyskach olimpijskich w Monachium w 1972 roku indywidualnie odpadł w ćwierćfinałach, a drużynowo już w pierwszej rundzie. Na rozgrywanych cztery lata później igrzyskach olimpijskich w Montrealu wywalczył srebrny medal w turnieju indywidualnym. W rundzie finałowej z dwóch walk jedną wygrał i jedną przegrał, ostatecznie plasując się za rodakiem Alexandrem Puschem, a przed Węgrem Győző Kulcsárem. Parę dni później wspólnie z Volkerem Fischerem, Alexandrem Puschem, Reinholdem Behrem i Hannsem Janą zdobył drużynowo kolejny srebrny medal.
Podczas mistrzostw świata w Göteborgu w 1973 roku wspólnie z Reinholdem Behrem, Joachimem Peterem, Josephem Szepesim i Haraldem Heinem zdobył złoty medal w zawodach drużynowych. W tej samej konkurencji reprezentanci RFN z Hehnem w składzie zdobywali następnie srebrne medale na mistrzostwach świata w Grenoble (1974) i mistrzostwach świata w Budapeszcie (1975).